# Лоташівська сільська рада
Лоташі́вська сільська́ ра́да — адміністративно-територіальна одиниця та орган місцевого самоврядування в Тальнівському районі Черкаської області. Адміністративний центр — село Лоташеве.

## Загальні відомості
- Населення ради: 782 особи (станом на 2001 рік)

## Населені пункти
Сільській раді підпорядковані населені пункти:
- с. Лоташеве
- с. Піщана

## Склад ради
Рада складалася з 12 депутатів та голови.
- Голова ради: Поліщук Сергій Васильович
- Секретар ради: Самогородська Галина Іванівна

### Керівний склад попередніх скликань
| Прізвище, ім'я, по батькові | Основні відомості                                                                          | Дата обрання | Дата звільнення |
| --------------------------- | ------------------------------------------------------------------------------------------ | ------------ | --------------- |
| Поліщук Сергій Васильович   | Сільський голова, 1976 року народження, освіта вища                                        | 26.03.2006   | 31.10.2010      |
| Поліщук Сергій Васильович   | Сільський голова, 1976 року народження, освіта вища, член політичної партії «Наша Україна» | 31.10.2010   |                 |

Примітка: таблиця складена за даними сайту Верховної Ради України

### Депутати
За результатами місцевих виборів 2010 року депутатами ради стали:

#### За суб'єктами висування
| Суб'єкт висування | Кількість обраних депутатів | %    |
| ----------------- | --------------------------- | ---- |
| Самовисування     | 11                          | 91,7 |
| Партія регіонів   | 1                           | 8,3  |

#### За округами
| № округу        | Прізвище, ім'я, по батькові      | Дата визнання обраним | Освіта             | Партійна приналежність                        | Відомості про обраного депутата                |
| --------------- | -------------------------------- | --------------------- | ------------------ | --------------------------------------------- | ---------------------------------------------- |
| Партія регіонів |                                  |                       |                    |                                               |                                                |
| 8               | Мошенець Юрій Григорович         | 04.11.2010            | вища               | член Партії регіонів                          | тимчасово не працює                            |
| Самовисування   |                                  |                       |                    |                                               |                                                |
| 1               | Ковбасенко Євдокія Василівна     | 04.11.2010            | середня спеціальна | член Всеукраїнського об'єднання «Батьківщина» | Піщанська загальноосвітня школа, вчитель       |
| 2               | Коберник Валентина Іванівна      | 04.11.2010            | середня спеціальна | позапартійна                                  | тимчасово не працює                            |
| 3               | Бобров Микола Анатолійович       | 04.11.2010            | середня спеціальна | позапартійний                                 | тимчасово не працює                            |
| 4               | Адаменко Віктор Михайлович       | 04.11.2010            | середня спеціальна | член Всеукраїнського об'єднання «Батьківщина» | тимчасово не працює                            |
| 5               | Сиваченко Руслан Іванович        | 04.11.2010            | середня спеціальна | позапартійний                                 | тимчасово не працює                            |
| 6               | Самогородська Галина Іванівна    | 04.11.2010            | середня спеціальна | позапартійна                                  | Лоташівська сільська рада, касир               |
| 7               | Ткаченко Раїса Іванівна          | 04.11.2010            | середня спеціальна | позапартійна                                  | Лоташівська сільська рада, головний. бухгалтер |
| 9               | Бондаренко Ірина Володимирівна   | 04.11.2010            | вища               | член Партії регіонів                          | Піщанська загальноосвітня школа, вчитель       |
| 10              | Заремба Микола Григорович        | 04.11.2010            | середня спеціальна | член Всеукраїнського об'єднання «Батьківщина» | Лоташівська сільська рада, землевпорядник      |
| 11              | Заремба Юлія Василівна           | 04.11.2010            | середня спеціальна | член Всеукраїнського об'єднання «Батьківщина» | Піщанський ФАЛ, молодша медична сестра         |
| 12              | Чернятевич Віталій Володимирович | 04.11.2010            | середня спеціальна | позапартійний                                 | ТОВ «Ранок», механік                           |

## Природно-заповідний фонд
На землях сільради розташовано парк-пам'ятка садово-паркового мистецтва місцевого значення «Сосновий ліс».